# 搖擺女孩
《搖擺女孩》是2004年9月11日在日本上映的一部音樂喜劇電影，導演是執導過《水男孩》的矢口史靖。電影描述日本東北的偏僻鄉村，一群女子高中生意外組成大樂團練習爵士樂繼而參加音樂祭的經過。外景拍攝以日本山形县置賜地方為中心，對白也是使用山形縣地區的方言。此外，於片中組成大樂團的成員們其實原先並沒有各自擔當樂器的演奏經驗，在開拍前參加了合宿特訓，經過努力練習後才達到之後能在各地演出的水準。
本片在日本曾連續上映四個月，且票房超過兩千萬美元，並得到許多獎項，當時還引起管樂器的購買熱潮。而擔任主要角色的幾位年輕演員，如貫地谷詩穗梨、本假屋唯香及平岡祐太在出演本片後都有不錯的發展，女主角上野樹里亦因本片而成名，並拿下多個新人獎。在日本以外的地區也相當受歡迎，於新加坡、泰國、香港、韓國先繼上映，而台灣於2008年7月19日在東森電影台首播時亦大受好評，為當時段最高收視率的電影。

## 劇情簡介
炎炎夏日中，有一群正在學校參加暑期輔導的女高中生，一旁則是管樂隊正準備去幫出賽的棒球隊應援，而便當店老闆在管樂隊出發後才把便當送來。補課中很無聊看著窗外打發時間的友子（上野樹里飾演）見狀，便靈機一動向老師提議跟其他同學一起幫忙送便當去球場給管樂隊，於是一行人就此出發。在途中眾人偷吃了一個便當，還因為忘了下車而坐過站，耽擱許久才把便當送到。不知情的管樂隊吃了由於天氣炎熱早已壞掉的便當後，發生集體食物中毒的情況，只有拓雄（平岡祐太飾演）因為便當少一個沒吃到而逃過一劫。
管樂隊的成員除了拓雄外都住院了，在下一場比賽前可能無法康復為棒球隊應援，拓雄只好招募臨時替補成員，卻只來了吹直笛的關口（本假屋唯香飾演）跟彈吉他與貝斯的前搖滾樂團成員。在人數嚴重不足之下，拓雄要求友子她們要為便當變質的事負責，卻遭到良江（貫地谷詩穗梨飾演）跟直美（豐島由佳梨飾演）的反駁，友子等人雖然不情願但又不想上數學補課，兩相權衡之下，最後就抱著混水摸魚的心態加入了。然而一干人卻對樂器一竅不通，在拓雄的特訓下才開始學會吹奏簡單的旋律也漸漸發現音樂的迷人之處，此時管樂隊康復並且回歸，眾人只能不捨地交還樂器離去。
不甘心的友子想盡辦法買了二手的薩克斯風並再度號召大家組成爵士樂團，為了湊錢買樂器眾人便一起去超市打工。友子、良江、直美與關口卻在打工時引發小事故導致被開除，幾經波折後她們終於湊齊樂器並展開練習。首次在柏青哥店前興致滿滿地演出時遭到路人奚落，但有個神秘的大叔指點關口她們應該要從基礎開始練起，友子覺得奇怪想要細問便追了上去，結果發現神秘大叔居然是數學老師小澤（竹中直人飾演）。誤打誤撞之下她們便央求小澤老師指導，隨著日子過去，程度漸有進步的幾人在超市前再度演出，這次獲得了大家的肯定，在超市打工的其他人看到也重新燃起對爵士樂的熱情並再次加入組成了大樂團。
為了參加東北學生音樂祭，搖擺女孩在小澤老師的指揮下演奏《In the Mood》並進行拍攝，完成後將影帶託付給友子寄出報名。然而粗心大意的友子忘了這件事，等到她想起來才寄出時，收到太晚報名所以額滿的回覆。友子不敢跟大家說，音樂祭當天還是照常出發，在途中終於忍不住愧疚感跟拓雄講了，於是拓雄代為轉告大家，眾人聽完後便心灰意冷，且列車也因為大雪而在半路上停止前進了。此時音樂老師伊丹（白石美帆飾演）跟著巴士一起來找被困在列車上的一行人，並轉告大家因為大雪所以有間學校無法參賽，搖擺女孩因禍得福得以參加音樂祭。於是一行人在最後一刻趕到，作為壓軸演出並博得滿堂喝采。

## 登場人物

### 主要角色
樂團全名為「和一個男孩」（Swing Girls and a Boy），通常簡稱為「Swing Girls」。
- 鈴木友子：上野樹里（次中音薩克斯風）
- 大津明美：根本直枝（日语：根本直枝）（次中音薩克斯風）
- 久保千佳：明壽香（日语：あすか (女優)）（中音薩克斯風）
- 岡村惠子：中村知世（中音薩克斯風）
- 清水弓子：松田圓（日语：松田まどか）（上低音薩克斯風）
- 渡邊弘美：關根香菜（日语：関根香菜）（电吉他）
- 山本由香：水田芙美子（日语：水田芙美子）（電貝斯）
- 田中直美：豐島由佳梨（日语：豊島由佳梨）（爵士鼓）
- 中村拓雄：平岡祐太（鋼琴）
- 齊藤良江：貫地谷詩穗梨（小號）
- 下田玲子：阿部渚（日语：あべなぎさ）（小號）
- 石川理繪：金崎睦美（日语：金崎睦美）（小號）
- 宮崎美郷：長嶋美紗（日语：長嶋美紗）（小號）
- 關口香織：本假屋唯香（长号）
- 吉田加世：前原繪理（日语：前原絵理）（長號）
- 木下美保：中澤夏樹（日语：中沢なつき）（低音長號）
- 小林陽子：辰巳奈都子（低音長號）

### 鈴木友子家
- 友子的父親・鈴木泰三：小日向文世
- 友子的母親・鈴木早苗：渡邊惠里子
- 友子的奶奶・鈴木美惠：櫻睦子（日语：桜むつ子）
- 友子的妹妹・鈴木亞紀：金子莉奈

### 山河高中
- 數學教師・小澤忠彥：竹中直人
- 音樂教師・伊丹彌生：白石美帆
- 久保田老師：寶井誠明（日语：宝井誠明）
- 管樂社・部長：高橋一生（細管上低音號）
- 棒球隊・井上：福士誠治
- 女學生・千惠：岩佐真悠子

### 其他角色
- 巴士司機：佐藤二朗
- 便當店老闆：森下能幸（日语：森下能幸）
- 櫻桃電視台的播報員：武田祐子（日语：武田祐子）（富士電視台新聞主播）
- 電話聯絡網的同學・佐佐木：中澤夏樹（日语：中沢なつき）（配音）
- 推著手推車的老奶奶：森康子（日语：森康子）
- 樂器店的店員：江口紀子
- 超市的店長・高橋：木野花（日语：木野花）
- 超市的主管・岡村：大倉孝二（日语：大倉孝二）
- 要求打折貼紙的超市客人：伊藤沙由里（方言指導）
- 工場兄弟檔的哥哥・高志：真島秀和（方言指導）
- 工場兄弟檔的弟弟・雄介：三上真史
- 公園前的太太：林田麻里（日语：林田麻里）
- 卡拉OK店員・伊藤：德井優（日语：徳井優）
- 柏青哥店的店長：田中要次（日语：田中要次）
- 柏青哥店的客人：坂田聰（日语：坂田聡）
- 柏青哥店的客人：山口玲於（日语：山口れお）（樂團指導）
- Yamaha音樂教室的老師・森下：谷啓（日语：谷啓）（长号）
- Yamaha音樂教室的學生・真澄：西田尚美（低音提琴）
- Yamaha音樂教室的學生・聰：谷本和優（日语：谷本和優）（數位鋼琴）
- 列車的列車長：小形雄二
- 列車上聽廣播的乘客：岸本彌士
- 音樂廳的主持人：菅原大吉（日语：菅原大吉）

## 演奏曲目
1. 《Take the 'A' Train》Billy Strayhorn
2. 《In the Mood》Joe Garland（英语：Joe Garland）
3. 《Moonlight Serenade（英语：Moonlight Serenade）》Mitchell Parish（英语：Mitchell Parish） / Glenn Miller
4. 《Sing, Sing, Sing》Louis Prima（英语：Louis Prima）
5. 《Make Her Mine》Eric Leese
6. 《Mexican Flyer》Ken Woodman（英语：Ken Woodman）

## 主拍攝地
山形县
- 米澤市
- 長井市
- 南陽市
- 東置賜郡高畠町
- 東置賜郡川西町
- 西置賜郡白鷹町

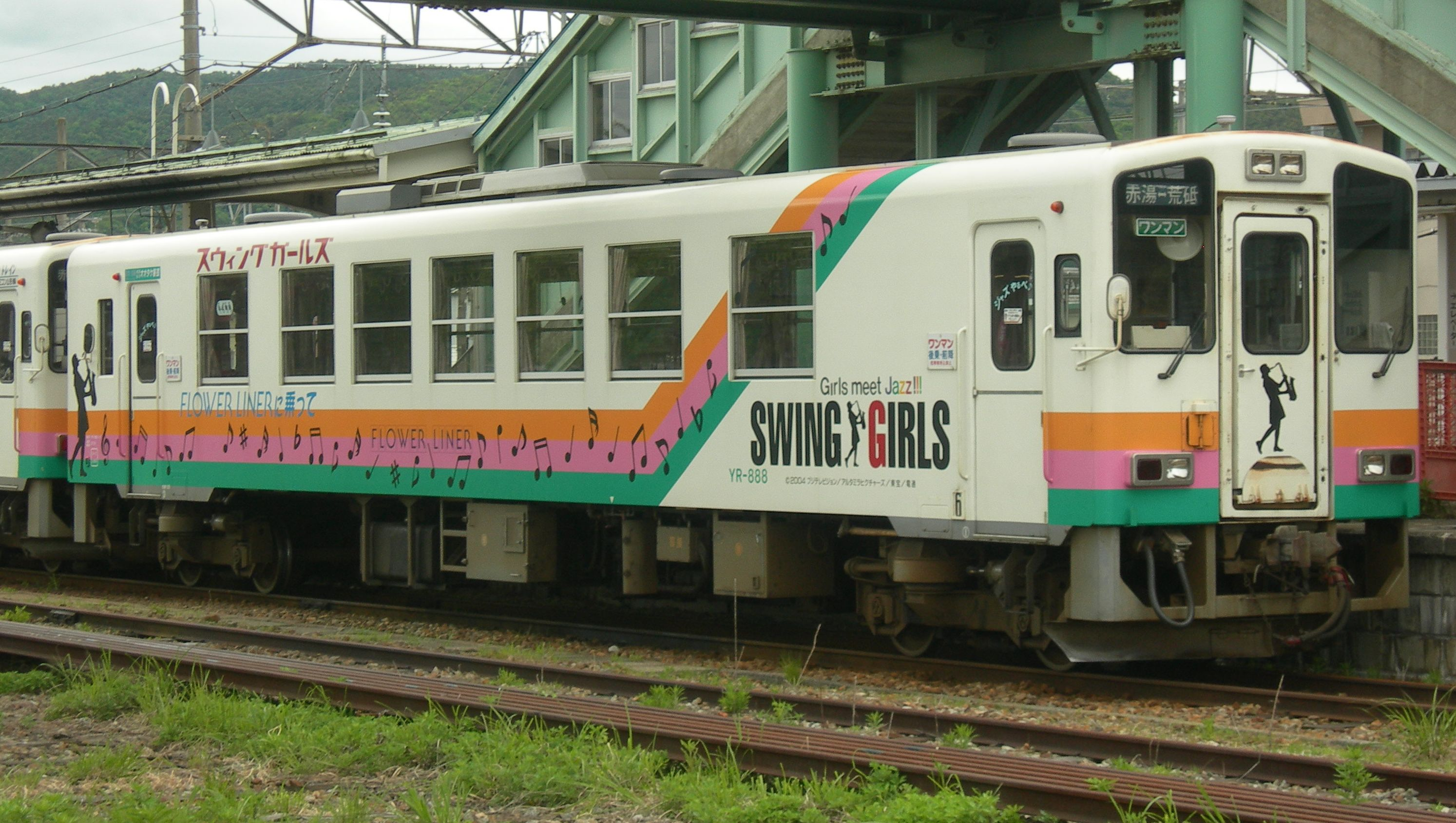
山形鐵道「搖擺女孩」特別塗裝列車，2009年時攝於赤湯車站內。

《搖擺女孩》的部分場景是取自置賜地區當地的山形鐵道所屬之車站與列車。作為紀念與推廣，山形鐵道也將旗下的一輛列車（編號YR-888）改裝為搖擺女孩特別塗裝版，並成為慕名至當地觀光的旅客與鐵道迷追逐的對象。

## 得獎紀錄
- 第28回日本電影金像獎[14]

※同年得獎最多的作品
- 優秀作品賞
- 優秀監督賞：矢口史靖
- 最優秀劇本賞：矢口史靖
- 最優秀音樂賞：米奇吉野／岸本彌士
- 最優秀錄音賞：郡弘道
- 最優秀編集賞：宮島龍治
- 新人俳優賞：平岡祐太、上野樹里
- 話題賞：作品部門

- 第26回橫濱電影節
  - 日本電影十佳：第4名[15]
  - 個人賞[16]

劇本賞：矢口史靖
攝影賞：柴主高秀（《搖擺女孩》、《深呼吸的必要》、《解夏》）
最優秀新人賞：上野樹里（《搖擺女孩》、《Jose與虎魚們》、《七夕之夏》）
- 第14回日本電影影評人大獎：作品獎[17]

- 第78回電影旬報日本電影十佳：第7名[18]

- 第47回藍絲帶獎：日本電影十佳

- 第46回日本唱片大獎

企畫獎：、米奇吉野 等
- 第19回日本金唱片大獎

年度最佳原聲大碟：搖擺女孩／米奇吉野
- 第二回日本電影電視錄音協會（日语：日本映画・テレビ録音協会）錄音獎：獎勵賞[22][23]

- 第29回Élan d'or獎（日语：エランドール賞）

製作人獎勵賞：桝井省志
- 第59回每日電影獎

最佳新人：上野樹里（《七夕之夏》、《搖擺女孩》）
- 第14回東京體育電影大獎（日语：東京スポーツ映画大賞）

新人賞（提名）：上野樹里

## 相關連結
- 官方网站（日語）
- 搖擺女孩 （页面存档备份，存于） - 置賜地方應援網站（日語）
- 搖擺女孩 （页面存档备份，存于） - 鴻聯國際
- 搖擺女孩 （页面存档备份，存于） - nio電視網
- (2004) - 影劇圈圈
- （页面存档备份，存于） - @movies【開眼電影網】
- 互联网电影数据库（IMDb）上《喇叭書院》的资料（英文）